# Вёрлиц
Вёрлиц (нем. Wörlitzо файле) — город в Германии, в земле Саксония-Анхальт. 
Входит в состав района Анхальт-Цербст. Подчиняется управлению Вёрлитцер Винкель.  Население составляет 1601 человек (на 31 декабря 2006 года). Занимает площадь 28,05 км².